# Język dobu
Język dobu – język austronezyjski używany w prowincji Milne Bay w Papui-Nowej Gwinei, przez grupę ludności w dystrykcie Esa’ala. Posługuje się nim 110 tys. osób.
Historycznie ugruntowana lingua franca. Był wykorzystywany w działalności misjonarskiej.
W użyciu są także języki angielski i hiri motu.
Badaniem języka dobu zajmowali się J.W. Dixon i R.V. Grant, autorzy słowników (1928, 1953). Pisana postać języka powstała pod koniec XIX w. Jest zapisywany alfabetem łacińskim. 